# Bronzino
Agnolo di Cosimo (tiếng Ý: [ˈaɲɲolo di ˈkɔːzimo]; 17 tháng 11 năm 1503 – 23 tháng 11 năm 1572), thường được gọi là Bronzino (tiếng Ý: Il Bronzino [il bronˈdziːno]) hoặc Agnolo Bronzino, là một họa sĩ người Ý theo trường phái kiểu cách đến từ Firenze. Sobriquet (tên hiệu) của ông, Bronzino, có thể đến từ làn da khá sẫm của ông hay màu tóc hơi đỏ.
Cosimo sống suốt đời ở Firenze, và từ cuối những năm 30 tuổi, ông luôn bận rộn với tư cách là họa sĩ cung đình của Cosimo I de 'Medici, Đại Công tước của Toscano. Ông chủ yếu vẽ chân dung nhưng cũng vẽ nhiều chủ đề tôn giáo, và một vài chủ đề ngụ ngôn, bao gồm những gì có lẽ là tác phẩm nổi tiếng nhất của ông, Venus, Cupid, Folly and Time, c. 1544–45, hiện ở Luân Đôn. Nhiều bức chân dung của Medicis tồn tại trong một số phiên bản với mức độ khác nhau do chính Bronzino tham gia, vì Cosimo là người tiên phong trong việc sao chép bức chân dung được gửi như một món quà ngoại giao.

## Một số bức tranh

Các tác phẩm
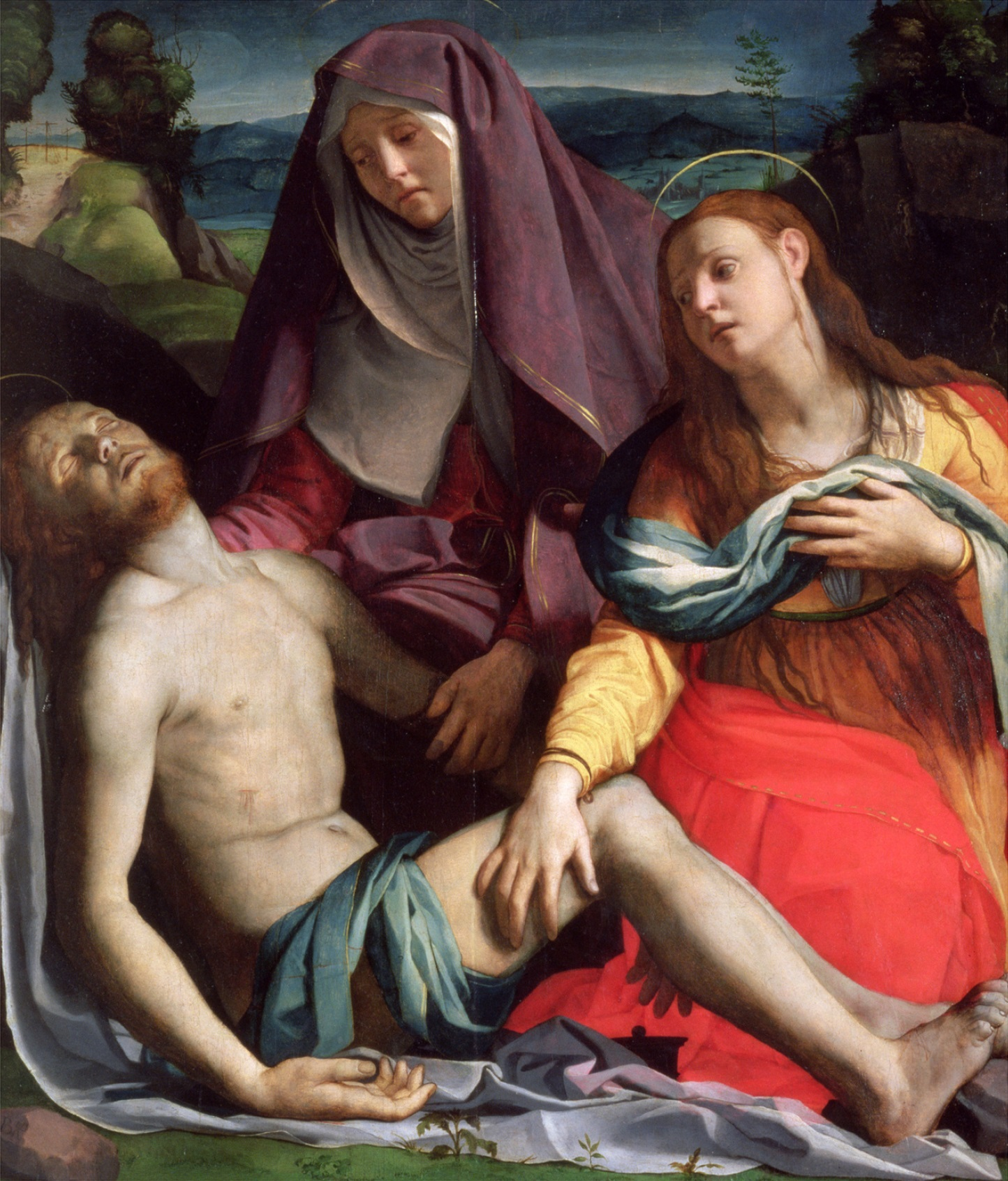
Pietà, 1530
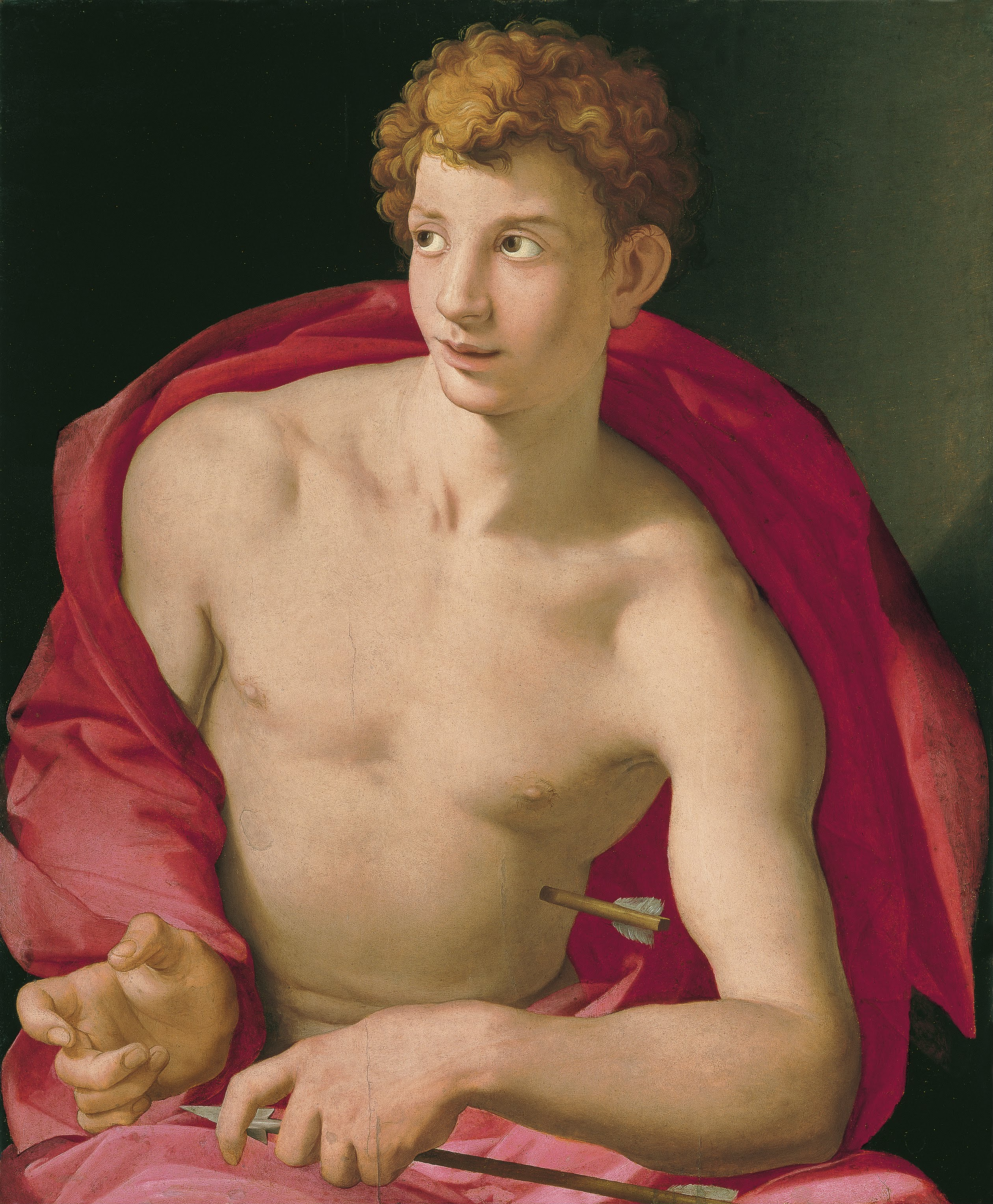
Thánh Sebastian, 1533. Museo Thyssen-Bornemisza, Madrid.
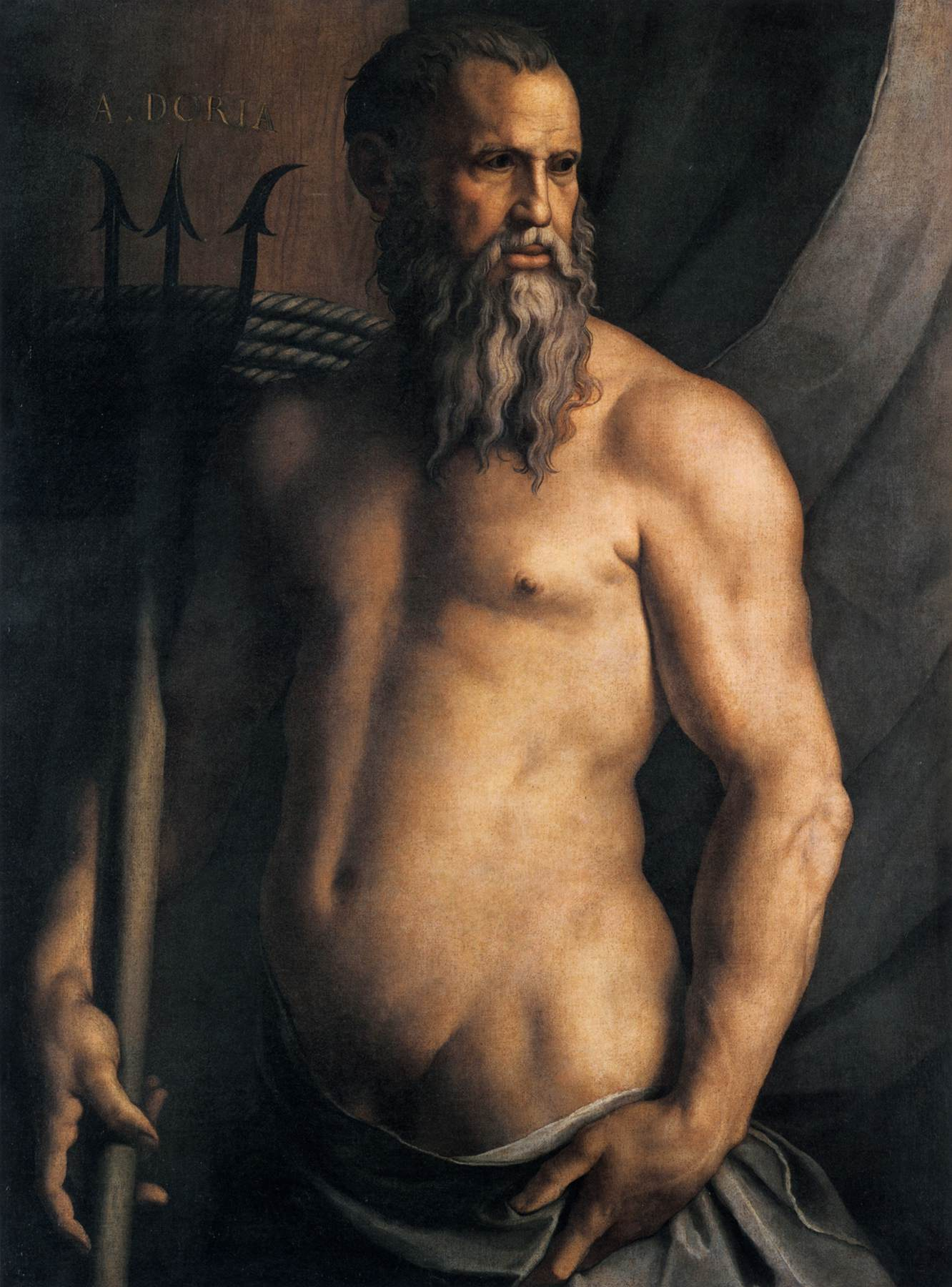
Andrea Doria as Neptune, 1550–55, Pinacoteca di Brera, Milano
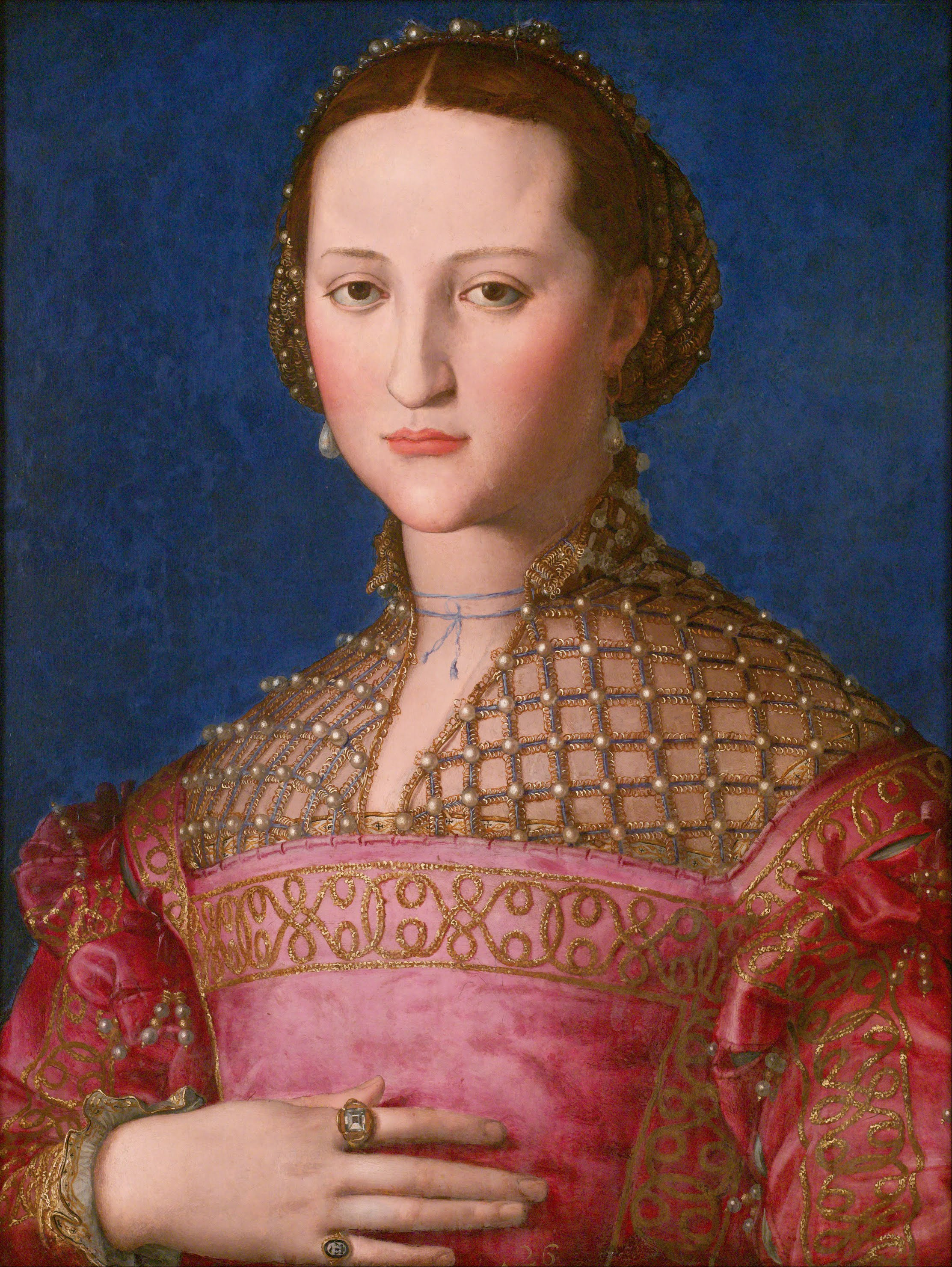
Portrait of Eleonora of Toledo, c. 1539
A portrait of an unknown woman and boy, c. 1540.
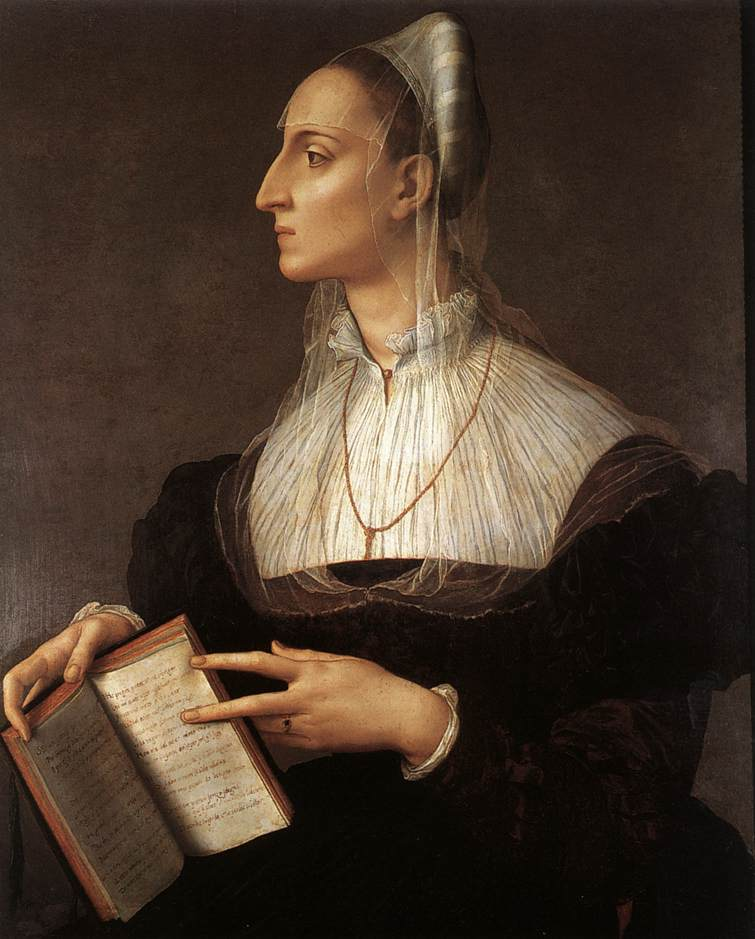
Portrait of Laura Battiferri, 1555–60
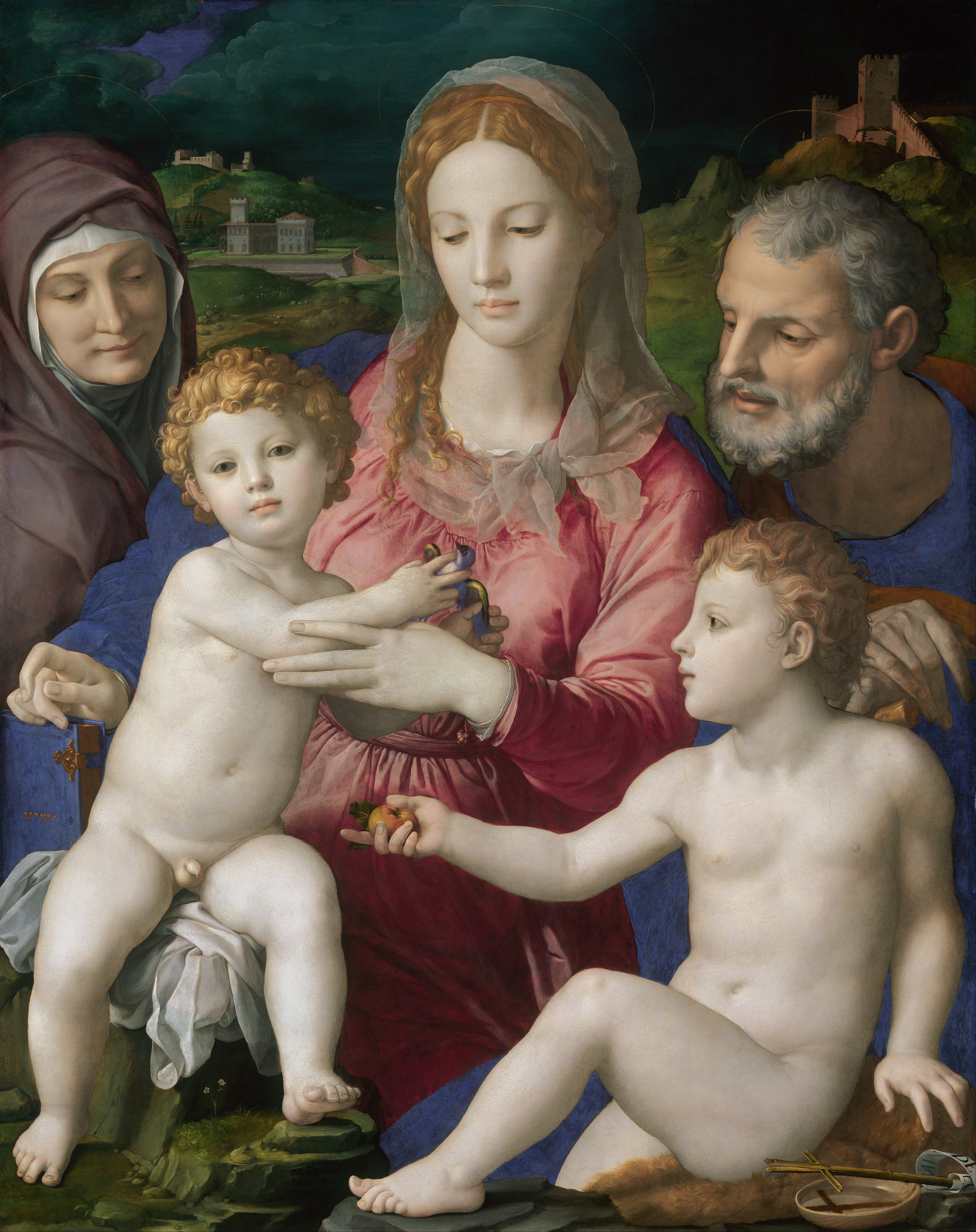
Holy Family with St. Anne and the Infant St. John, 1545
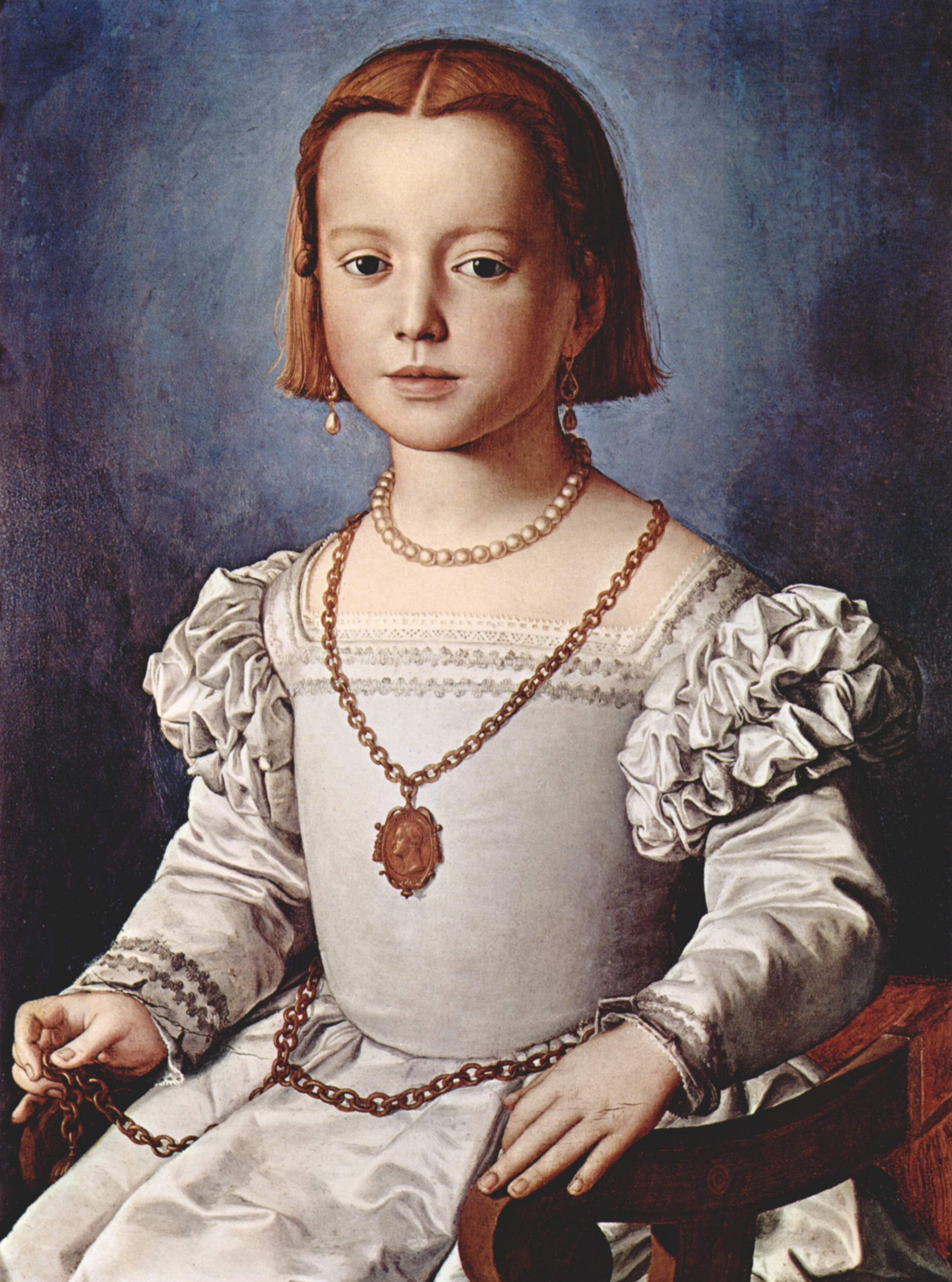
Portrait of Bia de' Medici, 1545
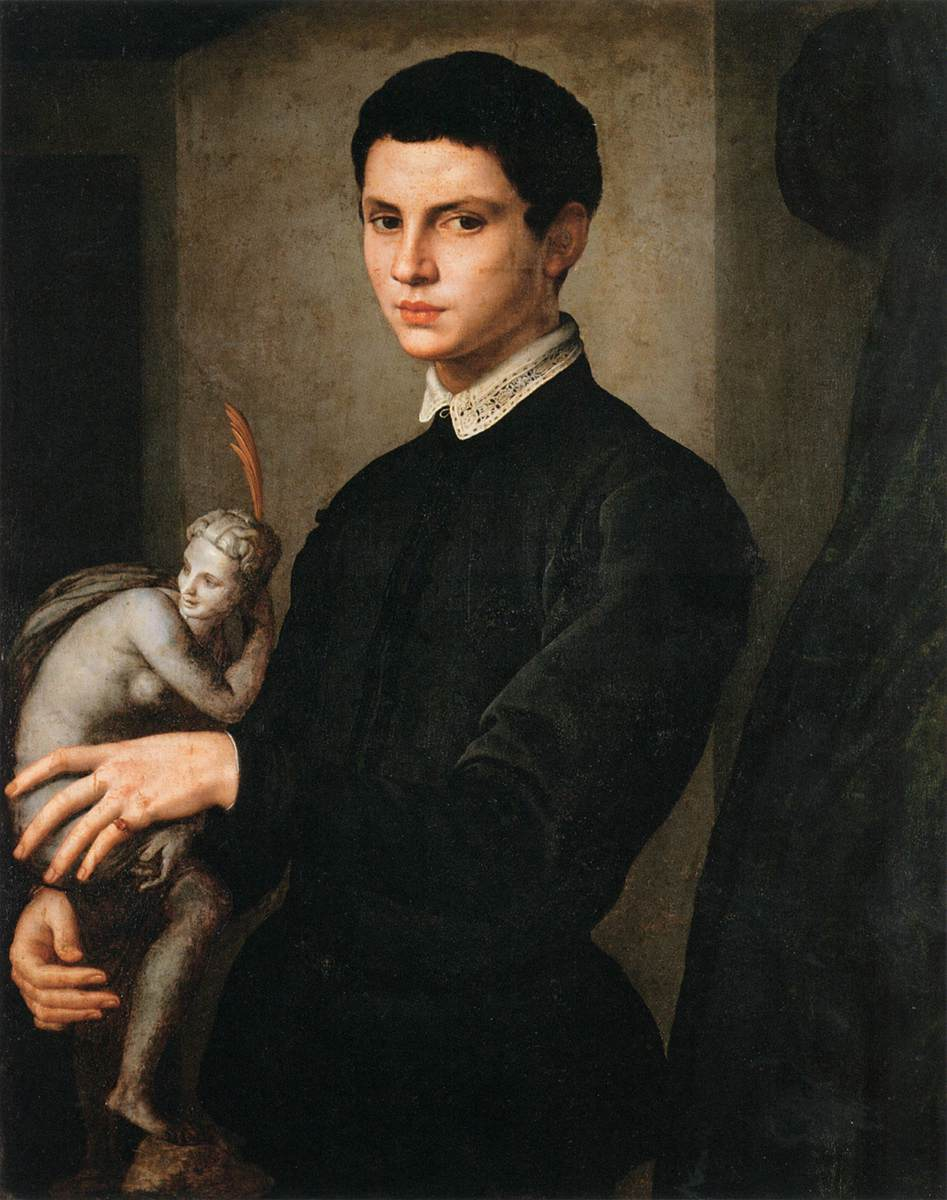
Chân dung một người đàn ông đang cầm một bức tượng nhỏ, 1545
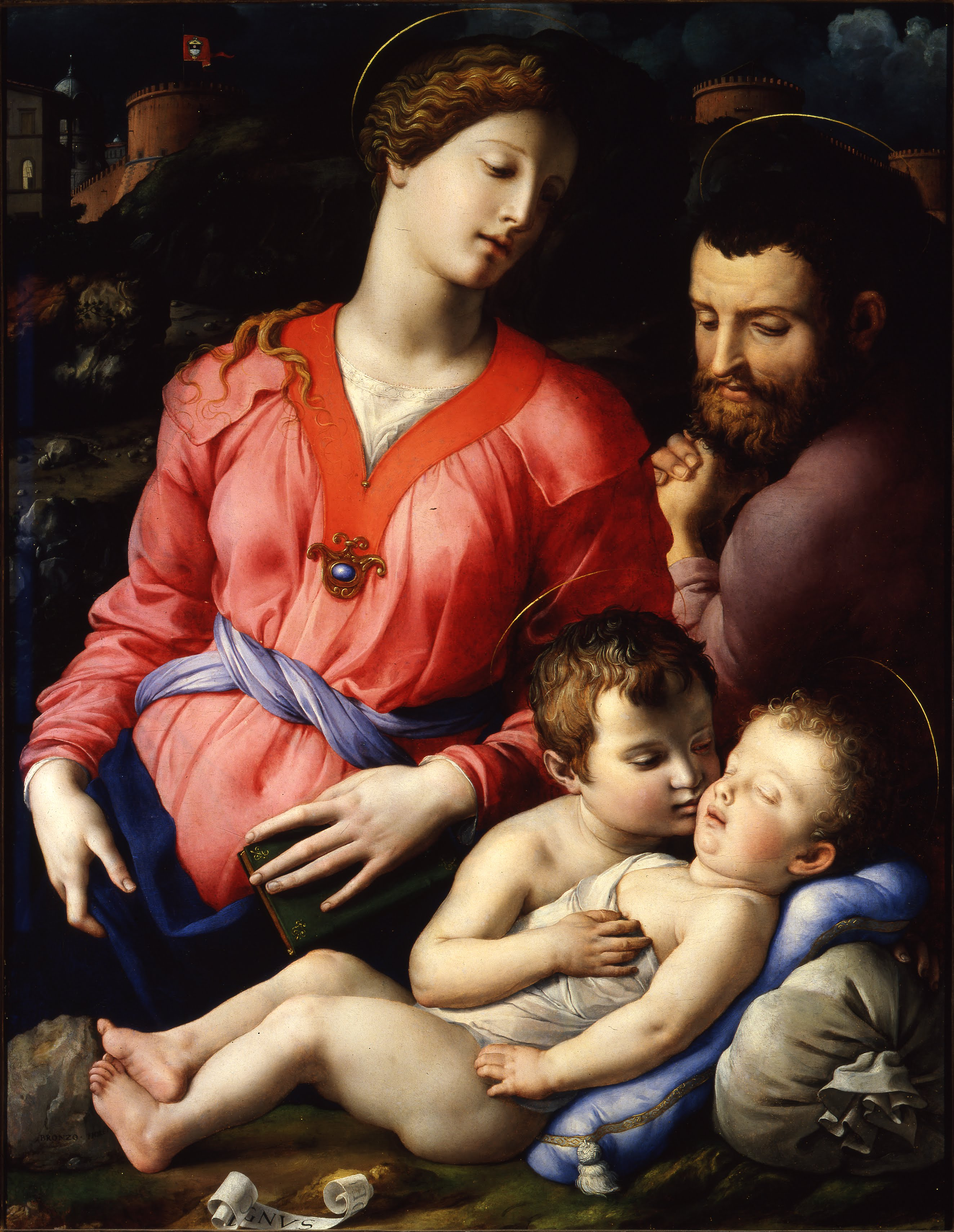
Sacra famiglia Panciatichi or Madonna Panciatichi, 1545
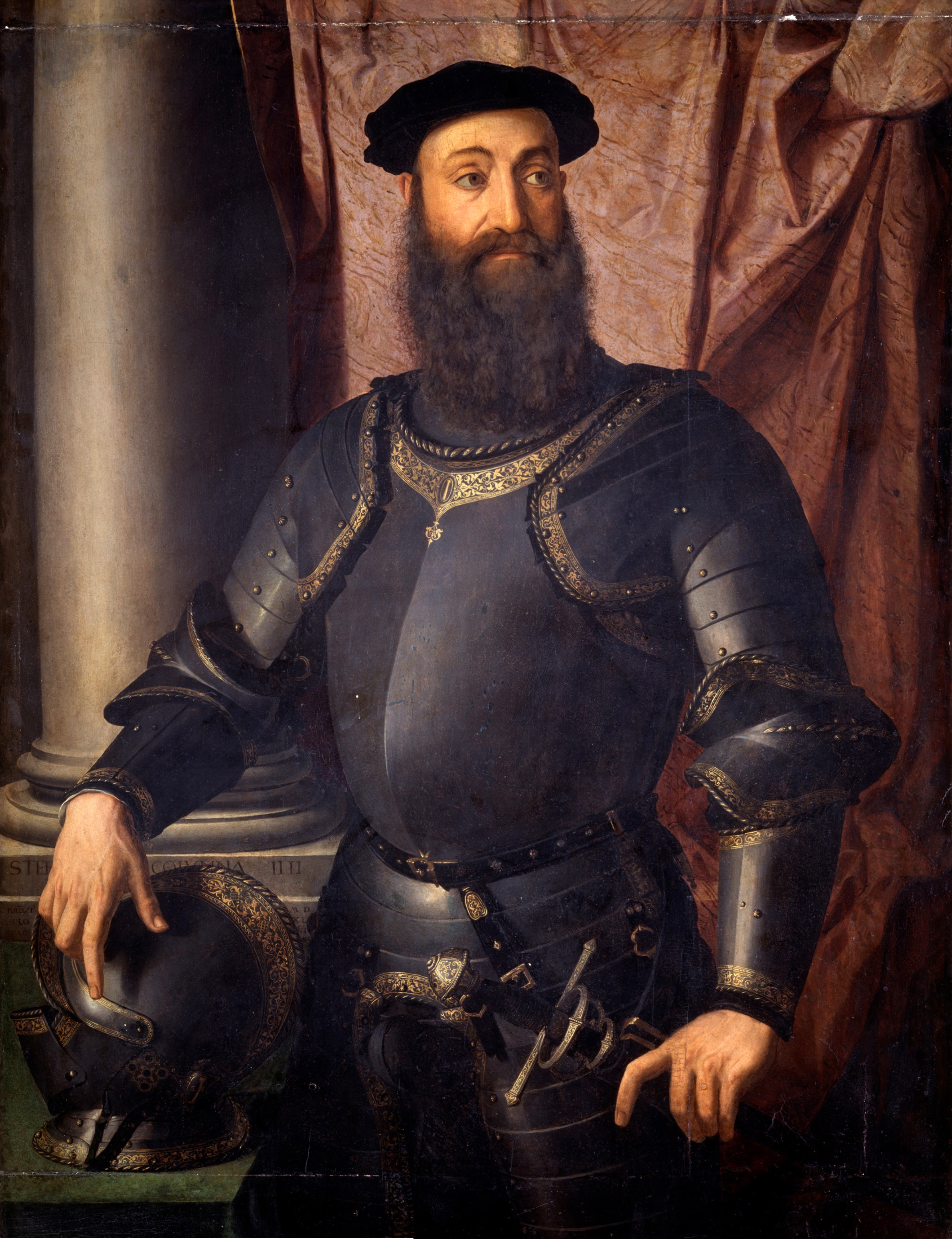
Portrait of Stefano Colonna, 1546
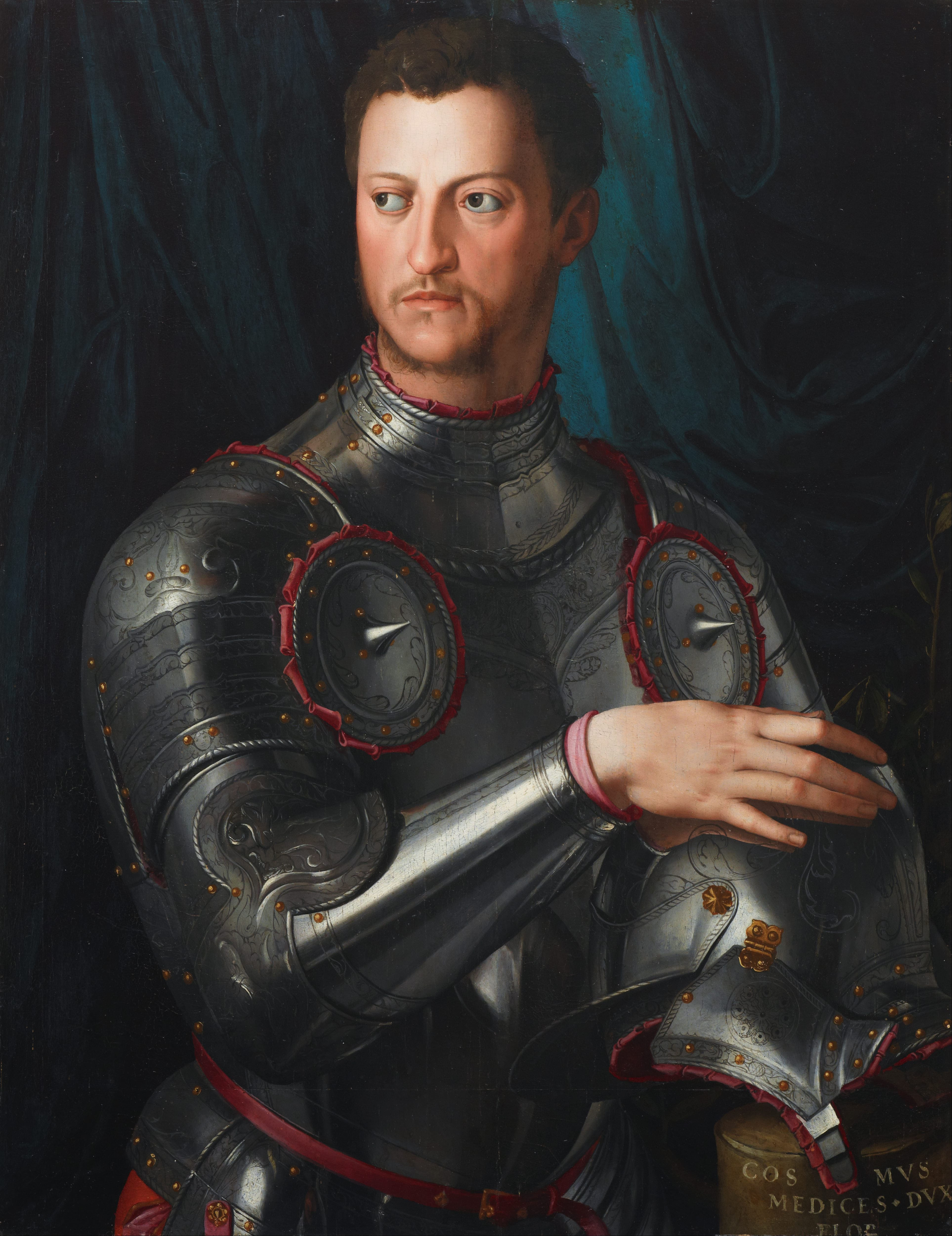
Chân dung Cosimo I de' Medici in armour, c. 1545
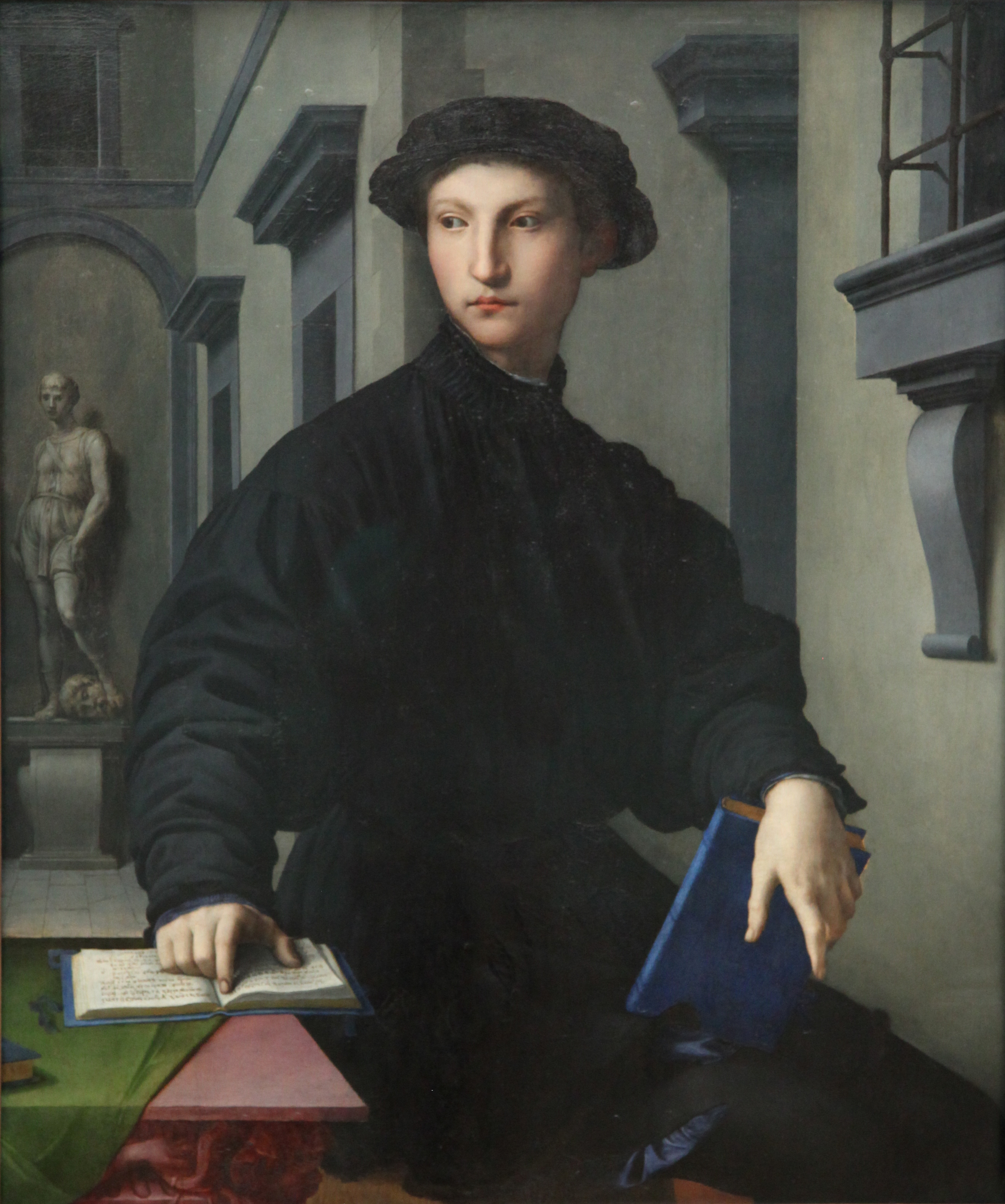
Ugolino Martelli, c. 1537
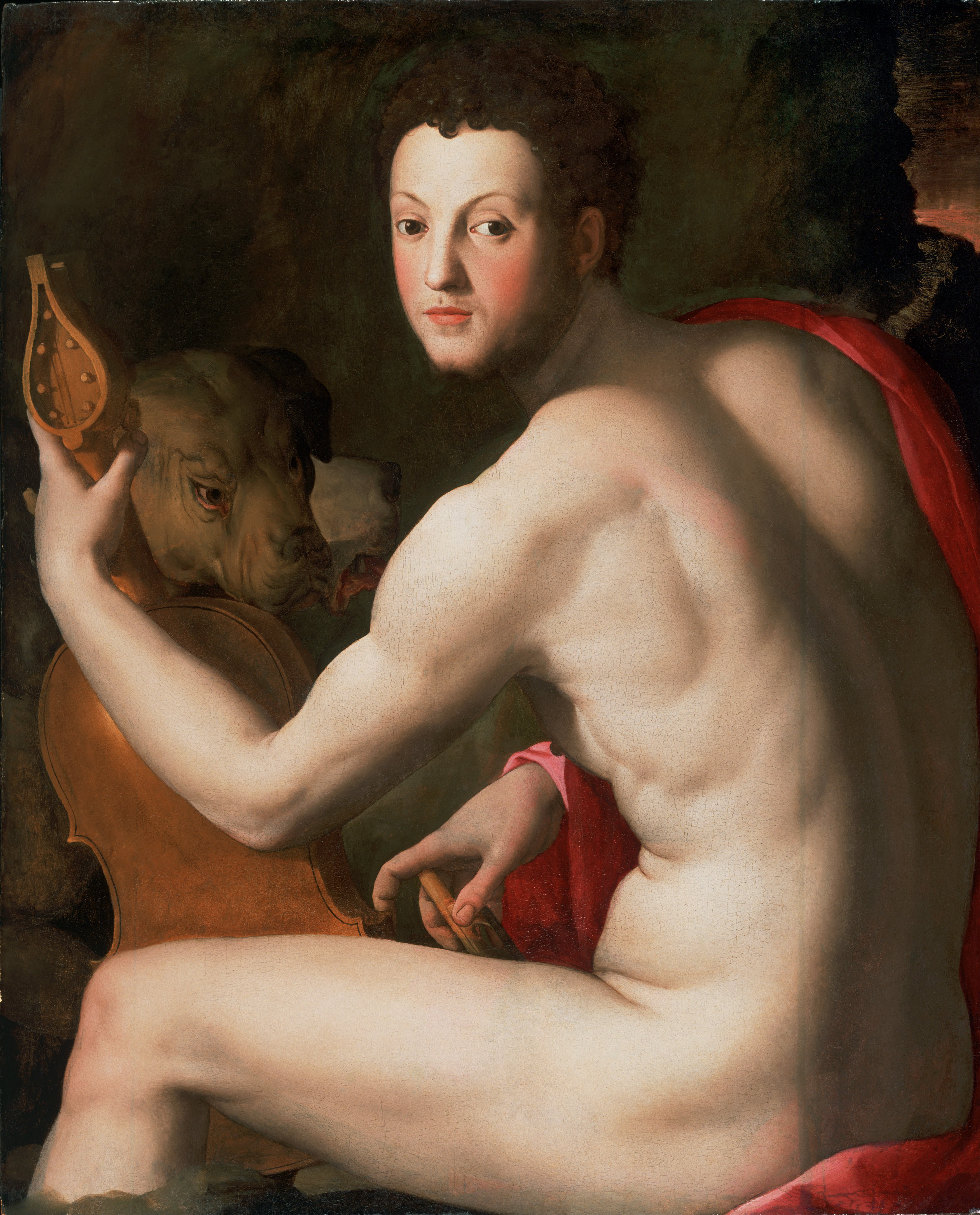
Portrait of Cosimo I de' Medici as Orpheus, c. 1537–39
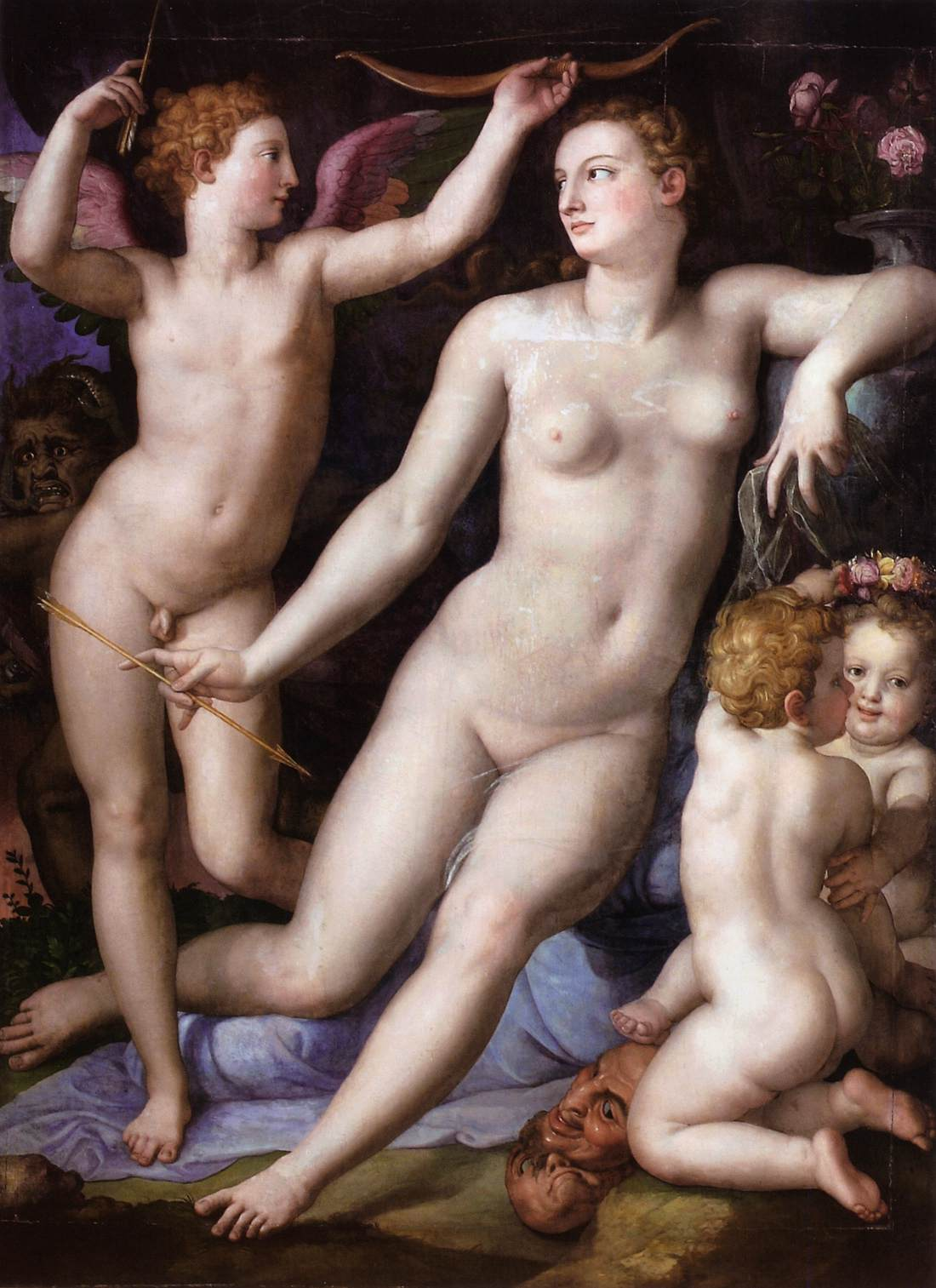
Venus, Cupid and Envy, c. 1548–50
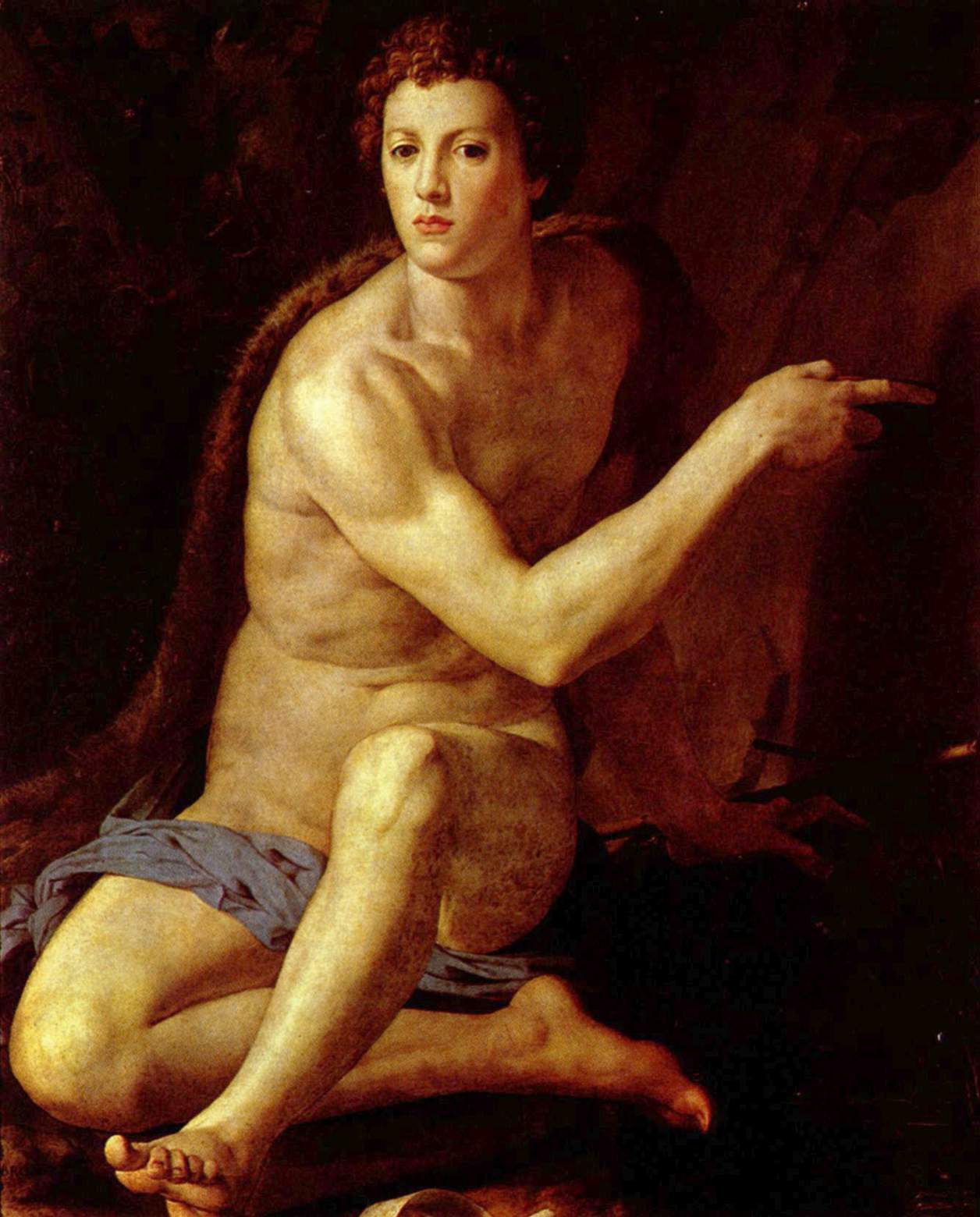
John the Baptist, 1553
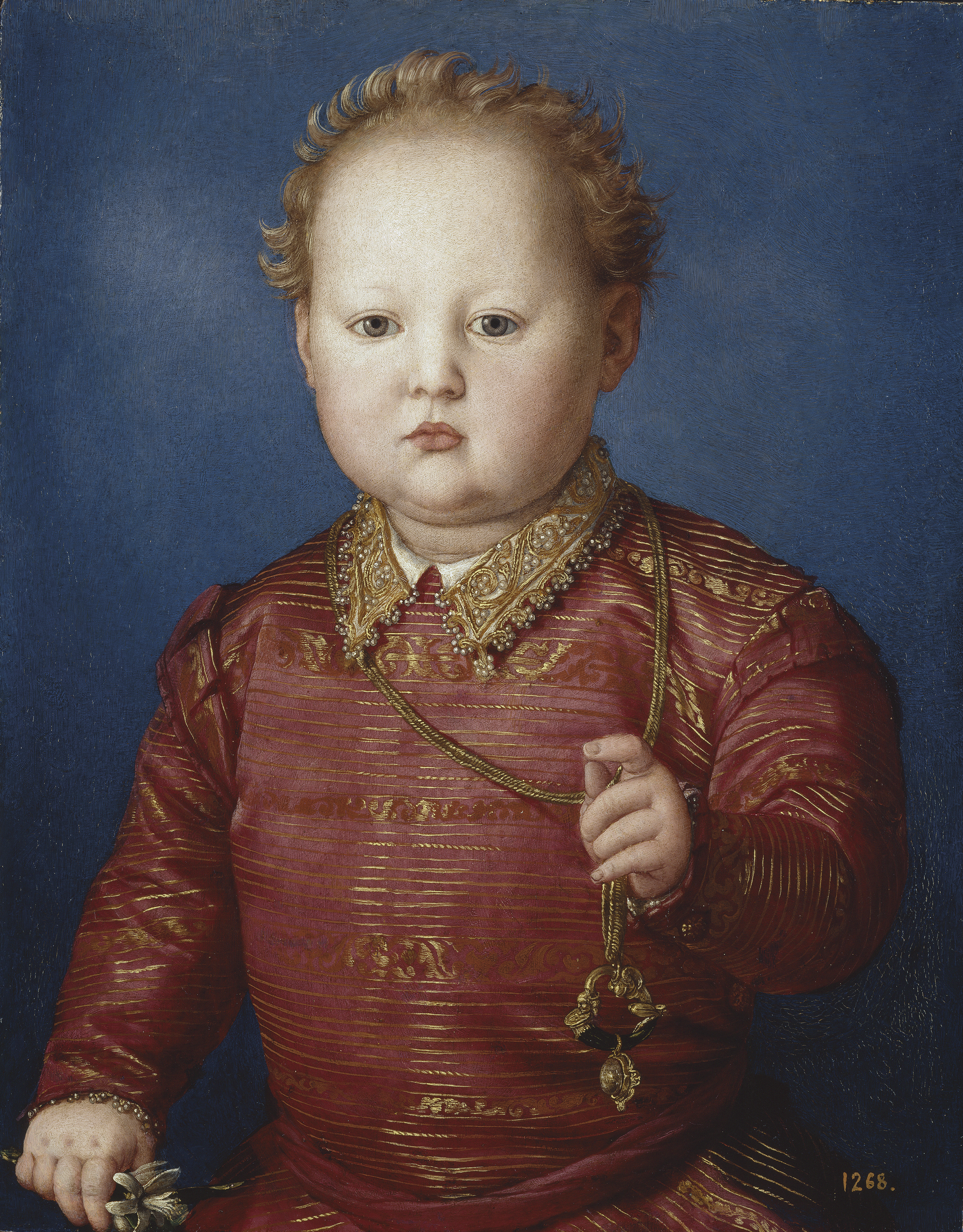
Garcia de' Medici, Prado Museum.
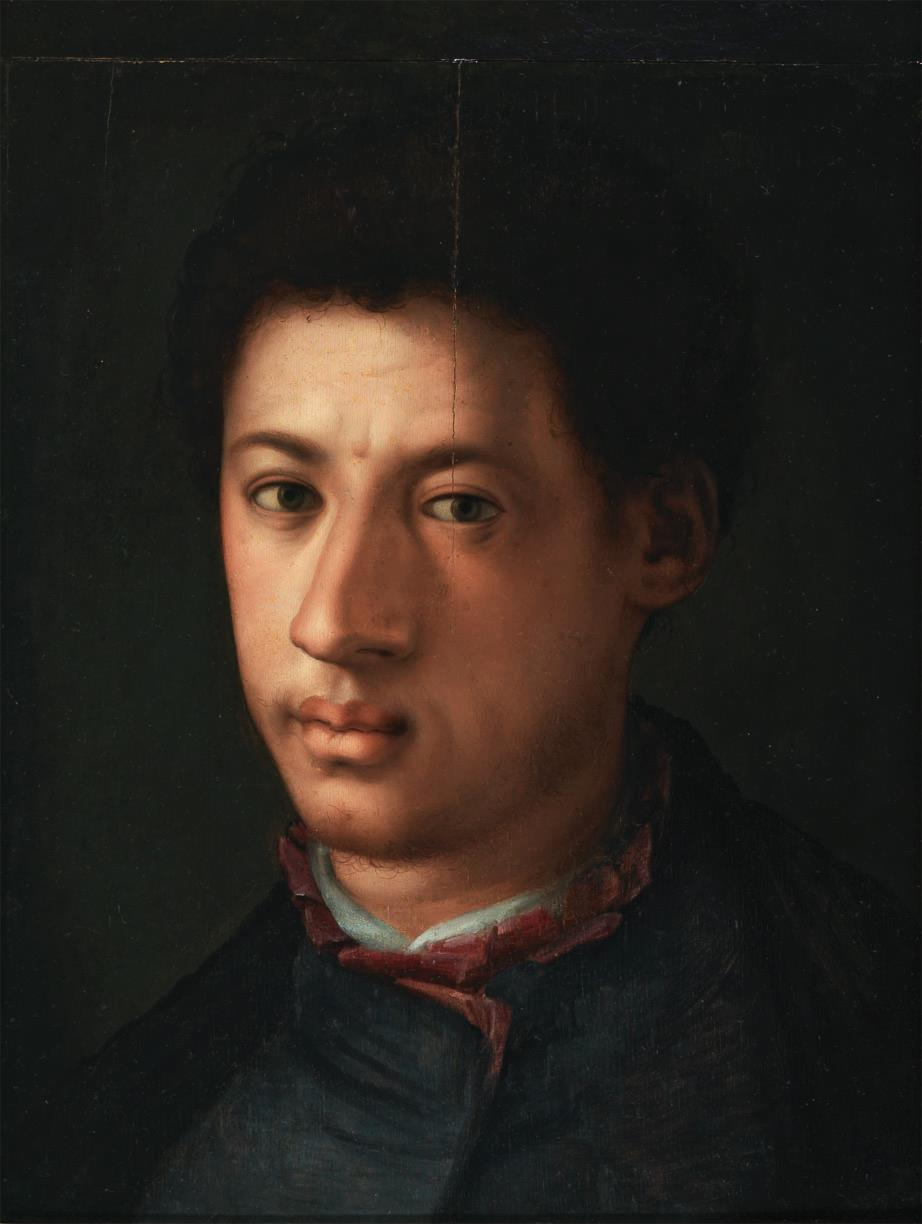
Alessandro de' Medici, Museo Cerralbo.